# Ape Escape 2
Ape Escape 2 (jap. サルゲッチュ2, Saru! Get You! 2, Saru Getchu 2) ist ein 3D-Jump-’n’-Run-Spiel für Sonys PlayStation 2 und der Nachfolger von Ape Escape. Anders als der Vorgänger erschien dieser Titel nun zuerst am 18. Juli 2002 in Japan und erst ein Jahr später in den USA und in Europa.
Seit 2016 wird der Titel samt Trophäenunterstützung und optischer Aufwertung als Download für die PlayStation 4 angeboten.

## Handlung
Das Spiel findet ein paar Jahre nach den Ereignissen des ersten Teils statt, als Kakeru (Spike in Ape Escape) den Affen Specter daran hinderte, die Welt zu erobern. Der Professor hat sich für einige Zeit Urlaub genommen und seine Enkelin Natsumi (Katie in Ape Escape) und Spikes Cousin Hikaru (Jimmy in der US-Version) damit beauftragt, sich um das Labor zu kümmern. Vor allem sollen die beiden sich darum kümmern, eine Ladung Affenhosen in den Affenpark zu transportieren. Hikaru schickt jedoch nicht allein die Hosen, sondern versehentlich die Peak Point Helme gleich mit. Zu seiner Verwunderung sieht er die Affen mit den Helmen auf dem Bildschirm aus dem Park strömen, gefolgt von einem weißen Affen, der sie anführt: Specter. Dieser nimmt sich nun ein zweites Mal vor, die Welt mit seiner Affenarmee zu beherrschen. Dabei wird er diesmal zusätzlich von den Fünf verrückten Affen (Freaky Monkey Five) unterstützt – fünf besondere Affen, die Specter mit Vita-Z Bananen versorgt hat, welche sie erheblich intelligenter und stärker als die normalen Affen machen. Jeder von ihnen repräsentiert eine besondere Eigenschaft und benennt sich nach einer Farbe: Blau, Gelb, Rosa, Weiß und Rot, in aufsteigender Rangfolge. Hikaru macht sich sofort auf den Weg, sein angerichtetes Desaster zu beseitigen und alle Affen wieder einzufangen. Er wird von Pipotchi begleitet, einem Baby-Affen mit einem besonderen Pipo Helm, der seinen Träger freundlich und hilfsbereit macht.
Hikaru gelingt es auf seinem Weg, alle verrückten Affen mit Ausnahme des Gelben zu fangen. Vor seinem Kampf mit dem Weißen Affen jedoch wird Pipotchi entführt. Die Daten in seinem speziellen Peak Point Helm sollen dazu beitragen, Specters Geheimwaffe zu vervollständigen – den Lethargielaser. Hikaru verfolgt Pipotchis Entführer bis zu einer Affen-Militärbasis und konfrontiert Specter dort. Die anstehende Konfrontation wird jedoch zur Überraschung beider vom Gelben Affen unterbrochen, der eine Überdosis der Vita-Z Bananen zu sich genommen hat und nun auf Riesengröße gewachsen ist. Während Hikaru sich dem Ungetüm stellt, ihn wieder schrumpfen lässt und fängt, gelingt es Specter zu fliehen.
Währenddessen stellen der Professor und Natsumi fest, dass der Lethargielaser sich in Specters Mondbasis befindet und bei einem Abschuss auf die Erde sämtlichen Widerstandswillen der Menschen brechen würde, wodurch Specters Herrschaft nichts mehr im Wege stehe. Hikaru macht sich, ohne zu zögern, zum Mond auf und stellt sich Specter, der ihn mit seinem neuen Roboter Ultra Goliath angreift. Nachdem Hikaru den Kampf für sich entscheidet, droht Specter damit, den Lethargielaser abzuschießen, und rät Hikaru zur Kapitulation. Dieser jedoch erklärt ihm, dass Menschen niemals aufgeben und fängt Specter, bevor er den Schalter drücken kann und befreit somit Pipotchi. Die beiden fliehen aus der explodierenden Mondbasis und kehren per Space Shuttle zur Erde zurück.
Dort angekommen, müssen sie jedoch feststellen, dass Specter kurz vor ihrer Ankunft entkommen konnte und nun die restlichen Affen versammelt. Hikaru macht sich auf den Weg, alle verbliebenen Affen einzufangen, während der Professor sich bemüht, Specters Aufenthaltsort in Erfahrung zu bringen. Beide haben Erfolg mit ihrer Aufgabe und Hikaru trifft in einem letzten Duell auf Specter, der den Kampf verliert und schließlich gefangen wird. Die Geschichte nimmt ein Ende, als Kakeru nach langer Zeit das Labor besucht und Hikaru es versehentlich zerstört, als er mit seinem Space Shuttle unabsichtlich dort notlandet.

## Charaktere

### Helden / Verbündete
- Hikaru (ヒカル, Hikaru in der jap. Version, Jimmy in der US-Version) ist der Hauptcharakter des Spiels und Kakerus Cousin, des Helden des ersten Teils. Er ist ein Jahr jünger als Kakeru und genau wie er sehr freundlich, mutig, entschlossen wie auch einfältig. Sein größter Traum ist es ein wahrer Held zu sein, wozu ihm die Möglichkeit gegeben wird, als Natsumi ihn auf die Affenjagd schickt.

- Der Professor (ハカセ, Hakase in der jap. Version) ist der Erfinder der Peak Point Helme. Er nimmt sich zu Anfang des Spiels Urlaub und hinterlässt seiner Enkelin Natsumi und Hikaru das Labor.

- Natsumi (ナツミ, Natsumi in der jap. Version, Natalie in der US-Version, Katie in Ape Escape) ist die Enkelin des Professors und pflegt das Labor in seiner Abwesenheit. Dabei geht ihr Hikaru zur Hand, der das Affenschlamassel durch seine Unachtsamkeit auslöst. Sie schickt ihn los, um alle entflohenen Affen wieder einzufangen.

- Kakeru (カケル, Kakeru in der jap. Version, Spike in Ape Escape und der US-Version) ist Hikarus älterer Cousin und der Held des ersten Teils. Er verfolgte Specter damals quer durch die Zeit und fing ihn schließlich ein. Er besucht das Labor des Professors nach langer Zeit am Ende des Spiels.

- Pipotchi (jap. ピポッチ, Pipocchi) ist Hikarus kleiner Hausaffe. Er besitzt einen neu entwickelten Pipo Helm, der ihn hilfsbereit und freundlich werden lässt, anstatt böse Absichten zu wecken. Specter benutzte die Technologie des Helms um den Lethargielaser zu vervollständigen, der die gesamte Menschheit willenlos werden lassen sollte. Pipotchi hilft Hikaru auf unterschiedlichste Weise, indem er ihn mit nützlichen Tipps versorgt oder einen Lebenspunkt wiederherstellt, falls Hikaru alle vorhandenen verliert.

### Bösewichte
- Specter (jap. スペクター, Supekutā) ist der Bösewicht des Spiels und versuchte bereits im ersten Teil, die Welt mit seiner Affenarmee zu erobern. Er wurde von Kakeru gefangen, erlangte jedoch erneut einen Pipo Helm und fordert nun Hikaru heraus, während er seine alten Pläne der Weltherrschaft wieder aufnimmt.

- Der Blaue Affe (jap. ウッキーブルー, Ukī Burū, Blue Monkey) ist das erste Mitglied der Fünf verrückten Affen dem man im Kampf begegnet. Er hat ein sehr cooles Auftreten und ist äußerst schnell. Er fährt auf einem motorisierten Einrad, was die Benutzung des Sprintreifens erfordert, um ihn besiegen zu können.

- Der Gelbe Affe (jap. ウッキーイエロー, Ukī Ierō, Yellow Monkey) ist extrem groß und dick. Er verhält sich besonders feminin, was darauf hindeutet, dass er gerne weiblich wäre. Als Hikaru erstmals gegen ihn kämpft, flieht er nach seiner Niederlage. Später wird Hikarus und Specters Duell unterbrochen, als er in monströser Größe auftaucht, da er eine Überladung an Vita-Z Bananen zu sich genommen hat. Als Hikaru ihn besiegt, schrumpft er auf winzige Größe und ist sogar kleiner als Pipotchi, woraus sich schließen lässt, dass er selbst seine Standardgröße den Vita-Z Bananen zu verdanken hatte.

- Der Rosa Affe (jap. ウッキーピンク, Ukī Pinko, Pink Monkey) ist das einzige weibliche Mitglied der Fünf verrückten Affen und tritt als Popsängerin auf. Hinter ihrem süßen Aussehen verbirgt sie allerdings auch eine dunkle Seite. Wird sie wütend, stehen ihr die Haare zu Berge, und ihre Stimme wird deutlich dunkler. Der Kampf mit ihr findet auf ihrer Bühne statt, während sie ihr Lied zum Besten gibt. Nach einigen Treffern verwandelt sie sich und die Umgebung wird düster, während sie zerstörerischer angreift.

- Der Weiße Affe (jap. ウッキーホワイト, Ukī Howaito, White Monkey) ist der intelligenteste aller fünf Mitglieder, in Sachen Stärke jedoch der Schwächste. Dies gleicht er jedoch mit seiner Fähigkeit aus, Roboter zu bauen. Als er an Hikarus Daten gelangt, baut er Mecha Hikaru, einen großen Roboter, der Hikaru in Aussehen sowie Ausrüstung samt Geräten gleicht. Sein Plan, Pipotchis Entführung anzuleiern und damit zu helfen, den Lethargielaser fertigzustellen, schlägt jedoch fehl.

- Der Rote Affe (jap. ウッキーレッド, Ukī Reddo, Red Monkey) ist die Nummer eins des Teams und kräftemäßig der Stärkste. Man begegnet ihm in einem Kampfring, in der er sich als Wrestler gibt und Hikaru mit sämtlichen Körperattacken angreift.

## Gameplay
Die Steuerung des Spiels ist nahezu mit dessen Vorgänger gleich geblieben. Die Analog-Sticks dienen der Steuerung der Spielfigur, die Aktionstasten als Platzhalter für die Geräte. Zu letzteren zählen zu den bereits im Vorgänger erhältlichen Geräten drei neue: Der Elektromagnet, um Metallblöcke zu bewegen und besonderen Gegnern die Rüstung zu stehlen, die Wasserkanone um blockierende Feuer zu löschen und der Bananerang, eine Art Bumerang in Form einer Banane, dessen Duft manche Affen anzieht und aus ihren Verstecken lockt. Es ist zudem nun möglich, durch Drücken der rechten beiden Schultertasten des Controllers einen Hechtsprung zu vollziehen.
Eine weitere Neuheit ist die Gotcha-Box in der Zwischenstation, mit der sich für je zehn Goldstücke eine Überraschungskugel ziehen lässt, die eine der folgenden Boni beinhaltet, welche sich nach Erhalt in der Regalsammlung begutachten lassen:
- Comic-Strip
- Affenmärchen
- Musikstück (Soundtrack)
- Fernlenkauto-Modell
- Film (Cutscenes)
- Konzeptkunst
- Geheimes Foto
- Levelfoto
- Gegnerfoto
- Minispiel

Nach wie vor werden gefangene Affen in der Affzyklopädie aufgefasst und samt ihren Daten zur Betrachtung bereitgestellt. So lassen sich Name, Statistiken und neuerdings die Hosenfarbe des Affen einsehen. Zu den Statistiken zählt nun ebenso der Mageninhalt, eine Information die Aufschluss darüber gibt, ob der betreffende Affe auf den Bananerang reagiert. Affen mit gefülltem Magen lassen sich somit nicht mit dem Bananenduft anlocken. Zu den Hosenfarben zählen nun auch Affen mit bunten Hosen. Dabei handelt es sich meist um Affen, die in einem speziellen Kostüm stecken (z. B. Ritter, Clown, Meerjungfrau), wodurch die Farbe der Hosen nicht zu erkennen ist. Letztere verfügen über besondere Angriffsmuster und außergewöhnliches Verhalten.
Der Spieler bekommt erstmals während des Spielens Unterstützung von dem Baby-Affen Pipotchi. Dieser hilft mitunter, einen etwas höheren Vorsprung zu erreichen, indem er den Spieler ein kleines Stück am Ende eines Sprungs mithilfe seiner kleinen Flügelchen hoch hebt. Verliert der Spieler seinen letzten Lebenspunkt in Form eines Kekses, wird er durch Pipotchis Notfallkeks einmalig wiederbelebt. Er gibt zudem oftmals Tipps, an welchen Stellen welches Gerät verwendet werden muss, um ein Hindernis zu überqueren.